# Хмелівська сільська рада (Заліщицький район)
Хмелі́вська сільська́ ра́да — адміністративно-територіальна одиниця та орган місцевого самоврядування в Заліщицькому районі Тернопільської області. Адміністративний центр — село Хмелева.

## Загальні відомості
- Територія ради: 14,92 км²
- Населення ради: 870 осіб (станом на 2001 рік)
- Територією ради протікає річка Дністер

## Населені пункти
Сільській раді підпорядковані населені пункти:
- с. Хмелева
- с. Свершківці

## Склад ради
Рада складається з 16 депутатів та голови.
- Голова ради: Мельник Михайло Степанович
- Секретар ради: Мельник Ольга Борисівна

### Керівний склад попередніх скликань
| Прізвище, ім'я, по батькові | Основні відомості                                                 | Дата обрання | Дата звільнення |
| --------------------------- | ----------------------------------------------------------------- | ------------ | --------------- |
| Максимчук Олег Степанович   | Сільський голова, 1971 року народження                            | 26.03.2006   | 31.10.2010      |
| Мельник Михайло Степанович  | Сільський голова, 1961 року народження, освіта вища, безпартійний | 31.10.2010   |                 |

Примітка: таблиця складена за даними сайту Верховної Ради України

### Депутати
За результатами місцевих виборів 2010 року депутатами ради стали:

#### За суб'єктами висування
| Суб'єкт висування | Кількість обраних депутатів | %   |
| ----------------- | --------------------------- | --- |
| Самовисування     | 16                          | 100 |

#### За округами
| № округу | Прізвище, ім'я, по батькові      | Дата визнання обраним | Освіта           | Партійна приналежність | Відомості про обраного депутата      |
| -------- | -------------------------------- | --------------------- | ---------------- | ---------------------- | ------------------------------------ |
| 1        | Золотий Ярослав Миколайович      | 02.11.2010            | вища             | позапартійний          | пенсіонер                            |
| 2        | Максимчук Зоряна Василівна       | 02.11.2010            | середня          | позапартійна           | тимчасово не працює                  |
| 3        | Мельник Володимира Борисівна     | 02.11.2010            | вища             | позапартійна           | загальноосвітня школа с. Хмелева     |
| 4        | Баб'юк Богданна Василівна        | 02.11.2010            | середня          | позапартійна           | тимчасово не працює                  |
| 5        | Тришак Іван Ярославович          | 02.11.2010            | середня          | позапартійний          | тимчасово не працює                  |
| 6        | Понюк Марія Кіндратівна          | 02.11.2010            | середня          | позапартійна           | пенсіонер                            |
| 7        | Вергун Петро Петрович            | 02.11.2010            | середня          | позапартійний          | тимчасово не працює                  |
| 8        | Загайкевич Василь Володимирович  | 02.11.2010            | середня          | позапартійний          | тимчасово не працює                  |
| 9        | Пасинчук Михайло Володимирович   | 26.08.2012            | незакінчена вища | позапартійний          | УДПпзУкрпошта, листоноша             |
| 10       | Захарчук Ганна Яярославівна      | 02.11.2010            | середня          | позапартійна           | тимчасово не працює                  |
| 11       | Дутка Віталій Богданович         | 02.11.2010            | середня          | позапартійний          | тимчасово не працює                  |
| 12       | Михайлінчин Володимир Васильович | 02.11.2010            | вища             | позапартійний          | тимчасово не працює                  |
| 13       | Мельник Ольга Борисівна          | 02.11.2010            | середня          | позапартійна           | виконкомс. Хмелева, землевпорядник   |
| 14       | Загайкевич Михайло Богданович    | 02.11.2010            | середня          | позапартійний          | приватний підприємець                |
| 15       | Гладій Ольга Михайлівна          | 02.11.2010            | вища             | позапартійна           | бібліотекас. Свершківці, бібліотекар |
| 16       | Попик Микола Миколайович         | 02.11.2010            | середня          | позапартійний          | Церквас. Хмелева, дяк                |